# Esfera armil·lar
Una esfera armil·lar és un instrument astronòmic format per cèrcols (anomenats armil·les) que representen els cercles més importants que es poden considerar sobre l'esfera celeste. S'utilitza per a representar de manera aproximada el moviment dels cossos celestes al voltant de la Terra o el Sol i els moments dels equinoccis i els solsticis. L'esfera armil·lar fou inventada presumiblement per Eratòstenes cap al 255 aC. El nom procedeix del llatí armilla ('cèrcol, braçalet'), ja que l'instrument està construït sobre un esquelet de cèrcols graduats que mostren l'equador, l'eclíptica i els meridians i paral·lels astronòmics. A la major part de les esferes armil·lars es pot apreciar la Terra (o també, i en models posteriors, el Sol) representada al centre de l'esfera.

## Història
Les esferes armil·lars foren utilitzades com a instruments d'ensenyament ja al segle iii aC. A l'època de l'astrònom Claudi Ptolemeu se'n van construir models més sofisticats, molt més precisos i capaços de ser utilitzats fins i tot per a predir observacions. Les esferes armil·lars van esdevenir instruments populars al final de l'edat mitjana i l'astrònom danès Tycho Brahe (1546-1601) va construir un bon nombre d'enginys d'aquesta mena. Al Renaixement, molts científics i personatges públics posaven per als seus retrats amb el fons d'una esfera armil·lar com a símbol de saviesa i coneixement. Com que les esferes armil·lars foren alguns dels primers equips mecànics complexos, el seu desenvolupament va possibilitar nombrosos avenços tècnics de la ciència mecànica. A la bandera de Portugal, apareix representada una esfera armil·lar utilitzada com a símbol nacional des del regnat de Manuel I.

## L'equivalent xinès

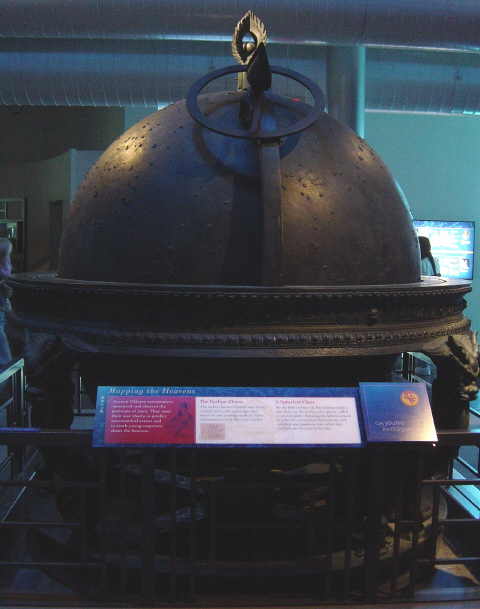
Globus celeste de la dinastia Qing

A la Xina, els astrònoms desenvoluparen l'equivalent autòcton de l'esfera armil·lar, els anomenats globus celestes, per tal d'ajudar-los a planificar les seves observacions de les estrelles. El globus celeste més antic data de l'any 52 aC, a l'època de la dinastia Han occidental, i fou construït pels astrònoms Geng Shou-chang (耿壽昌) i Luoxia Hong (落下閎). Alguns d'aquests instruments es podien moure per simular el moviment dels astres, impulsats per corrents d'aigua.
Molt de temps després, Li Chun-feng (李淳風), de la dinastia Tang, en va crear, l'any 633, un model més avançat amb tres capes esfèriques que li permetien de calibrar diferents aspectes de les observacions astronòmiques. L'any 723, també durant la dinastia Tang, el monjo budista Yi-xing (一行) i l'oficial de govern Liang Ling-zan (梁令瓚) van combinar el globus celeste de Zhang Heng mogut per aigua amb un dispositiu capaç de permetre la sortida del líquid. El resultat fou possiblement el primer rellotge mecànic mogut totalment per aigua de la història.
A més de ser una mera curiositat en heràldica, en defensa del sistema geocèntric, raons simbòliques o d'altre tipus, l'esfera armil·lar es va utilitzar com una eina per als càlculs, en la resolució de triangles esfèrics i un convertidor de graus en unitats mètriques.